# Constantin X Doukas
Constantin X Doukas (grec : Κωνσταντίνος Ιʹ Δούκας), né vers 1006 et mort le 22 mai 1067, est un empereur byzantin du 24 novembre 1059 au 22 mai 1067. Il est le fondateur de l'éphémère dynastie Doukas qui régna sur l'empire de 1059 à 1081. D'un caractère affable et peu autoritaire, il s'appuya pour gouverner sur son épouse, son frère Jean et son ministre Michel Psellos, renversant les réformes mises en place par son prédécesseur, Isaac Ier, lesquelles avaient suscité la haine de la noblesse civile et de l'Église et conduit à son renversement. Sur le plan extérieur, Constantinople perdit aux mains des Normands ce qui lui restait de possessions en Italie, pendant que dans les Balkans, les Magyars occupaient Belgrade et qu'en Asie mineure, ses troupes subirent plusieurs défaites contre celles du sultan seldjoukide Alp Arslan.

## Famille et premières années

Principales régions de l'Anatolie byzantine peu après lan mil.

Le futur empereur Constantin X appartenait à la famille des Doukas, riche famille de propriétaires terriens en Paphlagonie (Asie mineure),.
On sait très peu de choses sur les débuts de sa carrière, si ce n'est qu'il a été emprisonné par Jean l'Orphanotrophe, ministre de Michel IV, pour avoir soutenu un rebelle. Puis, il apparaît parmi les partisans d'Isaac Ier (r. 1057-1059), lesquels se coalisent pour renverser Michel VI (r. 1056-1057) en 1057. S'il se dit militaire, rien n'atteste qu'il ait occupé un quelconque poste dans l'armée[réf. incomplète].
Psellos qui le vénérait et avait contribué à son élévation le présente comme un homme modeste et effacé, replié sur lui-même et détestant la gloire du pouvoir : « Donc, il voulait rester replié en lui-même et il méprisait exagérément les dignités magnifiques ; il se vêtait de façon assez négligée et s'arrangeait d'une façon assez rustique. » Son premier souci était de « mettre de l'équité et du bon ordre dans les affaires, de couper court à la cupidité et d’introduire la modération et la justice . »
Beaucoup moins louangeur, Jean Zonaras affirme d'abord que ce n'était pas un « pur » Doukas, mais que la branche mâle de la famille étant éteinte, il n'y appartenait que par une branche matrilinéaire. De même que Michel Attaleiatès, il lui reproche son avarice et son attachement à l'argent qui le conduiront à négliger l'armée.
Tous les chroniqueurs de l'époque s'entendent toutefois pour dire qu'il était extrêmement pieux, détestait l'injustice et se refusa toujours à imposer les châtiments corporels qui étaient courants à cette époque, ,.
Lorsque le général Constantin Dalassène, dont il avait marié la fille, fut emprisonné sur ordre de Jean l'Orphanotrophe à la suite d'une révolte à Antioche dont il avait été gouverneur, Constantin fut lui aussi brièvement emprisonné en 1034 et dut se retirer sur ses terres,,.
On ne le voit réapparaître qu'en 1057 lorsque, à la suite des insultes proférées contre Isaac Ier et Katakalôn Kékauménos par Michel VI, les généraux d'Asie mineure complotèrent pour renverser celui-ci. Après avoir contacté Nicéphore Bryenne, les généraux Romain Skléros, Michel Bourtzès, Nicéphore Botaniatès et les fils de Basile Argyros se réunirent à Gounaria en Paphlagonie pour proclamer un nouvel empereur. Leur premier choix semble s'être porté sur Constantin Doukas, mais celui-ci refusa l'offre, préférant céder la place à Isaac Comnène et prendre le deuxième rang .

## Avènement

L’Empire byzantin en 1045.

Arrivé au pouvoir, Isaac s’était hâté de récompenser ses partisans : son frère Jean fut nommé domestique des Scholes (armée d'Occident) et reçut le titre de curopalate, titre qui fut également accordé à Kékauménos et Bryenne,. Son allié des premières heures, Constantin, fut fait « césar », donc numéro deux du régime et héritier présomptif du trône. On le retrouve près du lit de mort de l'empereur, « tout rougissant et les yeux pudiquement baissés, comme à son habitude, […] les mains cachées sous son vêtement, selon la coutume  ».
Son fils unique, Manuel, étant décédé, l'empereur Isaac devait désigner son successeur. Contre l'avis de l'impératrice Catherine qui le suppliait de conserver le pouvoir Isaac confirma alors l'élévation de Constantin au trône : « Déjà lorsque je (Isaac) fus choisi pour être empereur, c'est toi que je regardais comme le plus imposant de nous deux et comme celui à qui convenait le mieux l'appareil impérial.
Presque immédiatement, toutefois, l'empereur semble s'être ravisé : ce grand intellectuel, charmant et apprécié de tous mais sans grande fermeté aurait-il l'énergie de poursuivre les réformes que lui-même avait instaurées ? Dans un moment de rémission, Isaac aurait fait part de ses doutes à son ami et confident Psellos, lequel pour mettre fin aux hésitations de l'empereur, aurait dès le lendemain fait asseoir Constantin sur le trône, le chaussant des bottines de pourpre, signe de l’autorité impériale, avant de le présenter au Sénat et aux officiers de l'armée,.
L'épouse d'Isaac Comnène, l'impératrice Catherine, continua à vivre au Palais et son nom était même acclamé avant celui de Constantin Doukas. Ce règne conjoint ne dura cependant que quelque temps après quoi elle se retira avec sa fille, Marie, au monastère du Myrelaion sous le nom de Xénè (Hélène).

## Règne

### Politique intérieure
Devenu empereur à l'âge de cinquante-trois ans, Constantin s'appuya pour gouverner sur son frère, Jean Ier Doukas, sur Psellos et sur son épouse, Eudocie Makrembolitissa, nièce du défunt patriarche Michel Ier Cérulaire,.
Soucieux d'éviter l'hostilité de la bureaucratie civile, de l'Église et de la population qu'avait value à Isaac ses réformes trop rapides et impopulaires, Constantin se hâta d'abolir les mesures de son prédécesseur et de restaurer dans leurs rangs les personnes qui avaient été ou bien destituées ou dont le rang (et les émoluments afférents) avaient été réduits. Résultat : il échappa de peu, quelques mois plus tard, à une tentative de coup d'État mené par le préfet de Constantinople qui voulait continuer l'entreprise commencée par Isaac,. Devant faire des économies, il permit aux militaires de rejoindre les rangs de l'administration civile. Et pour se concilier l'Église, il fit de généreux dons à divers monastères, ce qui requit de nouvelles taxes, lesquelles devaient inspirer une rébellion en 1066 dans le nord de la Grèce,.
Un de ses principaux soucis sera l'administration de la justice, présidant lui-même divers procès : « Il se tourna vers le jugement des procès […] Il se fit dur pour les fauteurs d'injustice, tandis que pour leurs victimes, il se montrait plein d'affabilité et de bienveillance. Détestant les mutilations qui avaient cours jusque-là, il s'abstint de tout châtiment corporel, menaçant violemment, pour inspirer la crainte et ne pas avoir à sévir ultérieurement. Lors même de la tentative de coup dirigée contre lui, nombre de rebelles furent exilés et leurs propriétés confisquées, mais aucun ne fut exécuté.
Tout comme son prédécesseur, qui en deux ans n'avait pas eu le temps de rétablir complètement les finances de l'État, Constantin X dut faire face à une situation financière difficile. Se refusant à dévaluer la monnaie comme l'avaient fait les derniers Macédoniens (avec les conséquences inévitables sur le pouvoir d’achat de l'aristocratie et des propriétaires-fermiers), il tenta, fidèle à son caractère, d'être un « administrateur du juste milieu », tentant de pratiquer une politique d'austérité tout en générant de nouveaux revenus. Ainsi, après sept ans de règne, il devait laisser les coffres de l'État « non pas tout à fait pleins, ni même pleins jusque vers les bords, mais pleins à moitié » .

### Politique étrangère

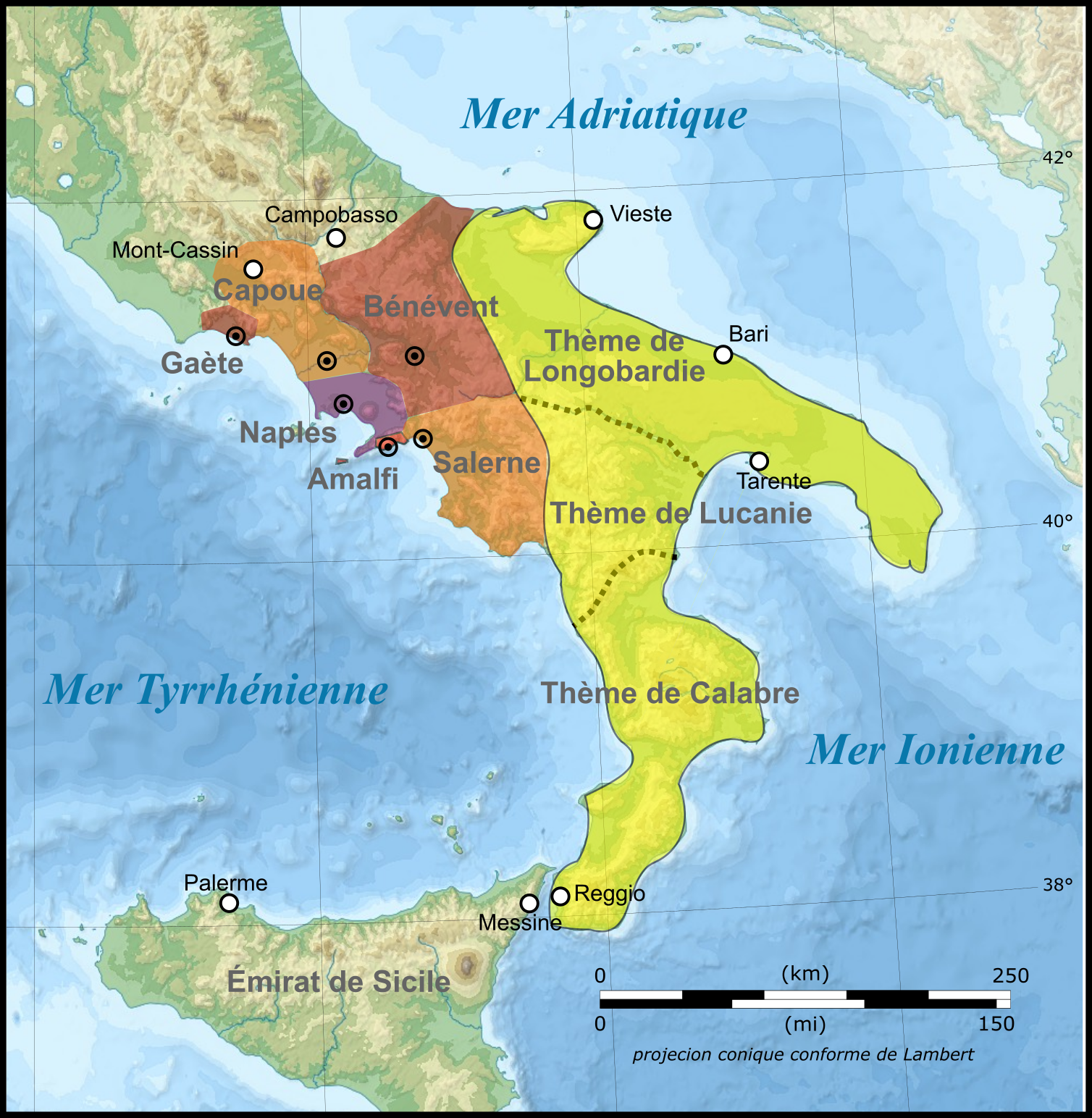
La fin de l'Italie byzantine.

Cette politique devait le conduire à négliger l'armée, principal composante du budget de l'État, à un moment où l'Empire était attaqué sur tous les fronts. Psellos lui-même dut reconnaître que sur ce point, « il manqua le but ». Moins obséquieux que Psellos, Michel Attaleiatès l'accusera d'avoir licencié les soldats les mieux entraînés et les plus compétents, se contentant de ceux qu'il fallait payer le moins cher et négligeant de les équiper adéquatement.
Sous son règne, ce qui restait de l'Italie byzantine, prise entre les Normands, la papauté et les États lombards, devait pratiquement disparaître. Arrivés en Italie vers 1035, les frères Guillaume, Drogon et Robert de Hauteville (dit Robert Guiscard) de la maison normande de Hauteville, avaient conquis l'Apulie et la Calabre. Grâce à une entente avec le pape en 1059, ils purent se diriger vers le sud de l'Italie conquérant progressivement l'ensemble des possessions byzantines de la région. En 1060, ils s'empareront de Rhêgion (aujourd’hui Reggio de Calabre, face au détroit de Messine) et de Tarente (dans les Pouilles). Profitant de l'absence de Robert Guiscard parti conquérir la Sicile, l'empereur dépêcha une armée reconquérir Tarente et la Longobardie, mais Robert Guiscard devait recouvrer le territoire dès son retour en 1062. Il ne restera plus que la région côtière autour de Bari (plus au nord dans les Pouilles) dont Robert commencera le siège une année après la mort de Constantin X et dont la reddition en 1071 marquera la fin de la présence byzantine en Italie,,.

Les royaumes d'Arménie au XI.

En 1064, la scène se porta en Asie mineure où le nouveau sultan, Alp Arslan (r. 1064-1072), après avoir établi son pouvoir chez lui, décida de profiter de la faiblesse de l'Empire byzantin et de marcher sur l'Arménie, conquérant d'abord Ani (aujourd’hui dans la province turque de Kars au sud de la frontière arménienne) occupée par les Byzantins depuis 1045 . Contrairement aux raids précédents qui visaient surtout à accumuler du butin, il s'agissait cette fois d'une guerre de conquête. Les Turcs poursuivirent alors leur avance vers la Géorgie où le prince de Tashir se soumit. La seule consolation pour les Byzantins fut que le prince du Vanand, à l'ouest d'Ani et dont la capitale était Kars, craignant d'être la prochaine victime, décida de céder son territoire à l'empereur en échange de propriétés en Cappadoce pour lui et sa famille. Toutefois, après son départ, la population se soumit aux Turcs,.
En Europe cette fois, également en 1064, une autre peuplade turque, les Oghouzes (Oğuzlar), confédération vivant au nord de la mer d'Aral dans l'actuel Kazakhstan, commencèrent leur migration en direction du sud et de l'Europe centrale, franchirent le Danube par milliers, défaisant  les troupes byzantines sur leur passage jusqu'en Thessalie. Humilié, l'empereur conduisit une minuscule armée jusqu'en Thrace. Heureusement pour lui, les Oghouzes qui commençaient à succomber sous le poids d'épidémie ainsi que des attaques des populations locales petchénègues et bulgares se retirèrent ; Constantin put alors retourner à Constantinople célébrer sa victoire tout en acceptant qu'une partie de ceux-ci s'installent en Macédoine comme l'avaient fait les Petchénègues,,.

## La fin du règne

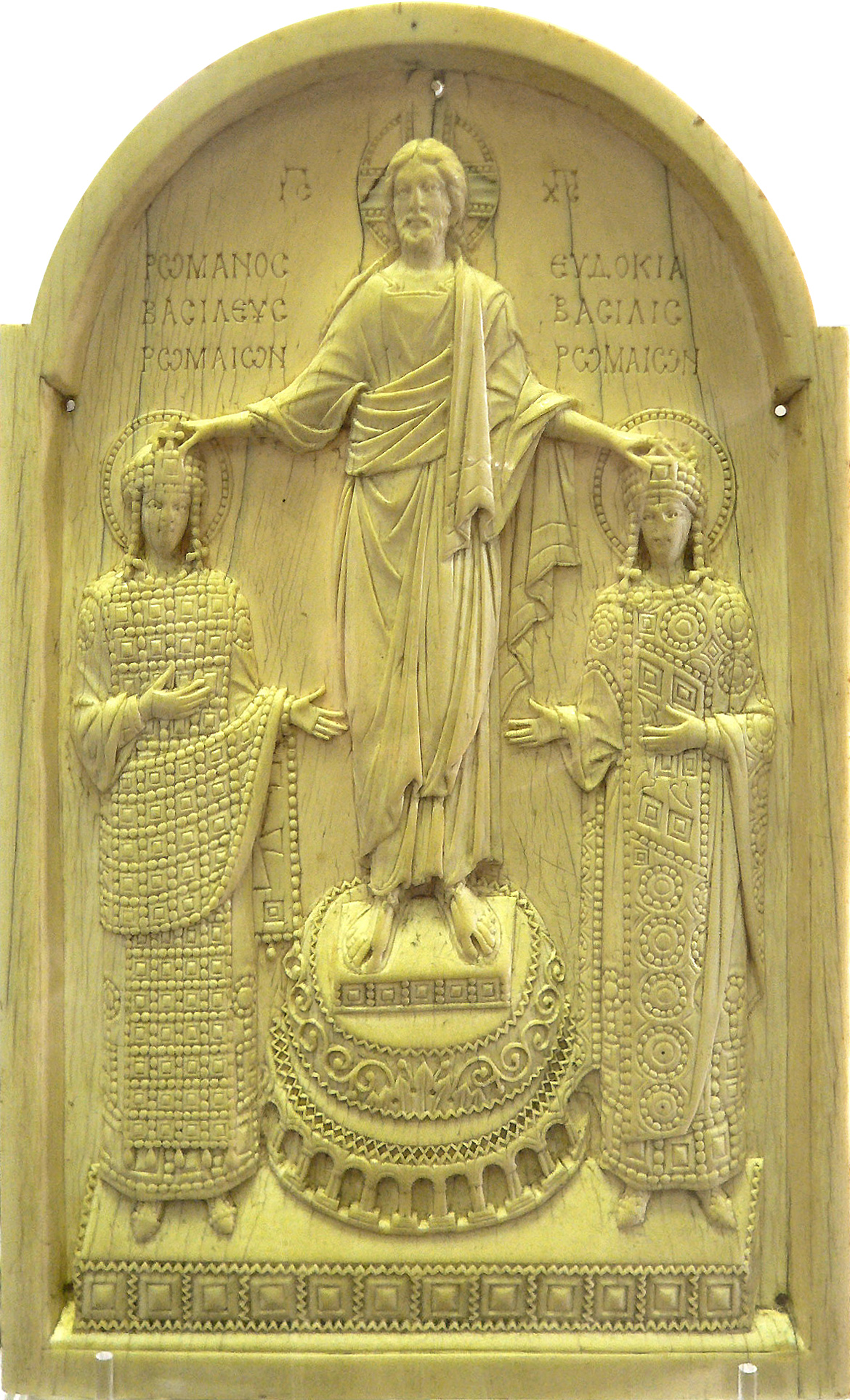
Diptyque d'ivoire dans lequel on a longtemps cru identifier le Christ couronnant Eudocie et Romain IV ; on croit maintenant qu'il pourrait s'agir de Romain II (938-963) et de sa première épouse qui prit le nom d'Eudocie (945-949).

L'empereur ne devait pas survivre très longtemps à cette victoire. Tombé malade en octobre 1066, il devait décéder le 22 ou 23 mai 1067, non toutefois sans avoir fait promettre à l'impératrice Eudocie de ne pas se remarier, pour éviter que, comme ce fut le cas des derniers Macédoniens, un nouveau mariage et des enfants qui en seraient issus ne viennent compromettre l'héritage de son fils, le futur Michel VII Doukas. L'impératrice dut prêter serment devant le patriarche, le césar, ses enfants et le sénat, en invoquant « le ciel, la terre et tous ses éléments, faisant appel à la Trinité, à la Théotokos, à tous les anges, aux prophètes, aux apôtres, aux martyrs et à tous les saints » qu'elle ne songerait même pas à se remarier; après quoi les sénateurs et le patriarche durent contresigner son serment.
Les craintes de Constantin pour son fils étaient probablement fondées. Celui-ci était né avant l'avènement de l'empereur et n'était donc pas « porphyrogénète » contrairement à son deuxième fils, Constance,. Malheureusement, et quoi qu'en dise Psellos, le jeune homme qui avait été fait co-empereur en même temps que son frère Constance peu après l'avènement de Constantin était alors âgé d’environ dix-neuf ans et donc en âge de régner, mais n'avait guère les qualités intellectuelles de son père.
Après avoir fait face à un complot ourdi par le doux de Sardica, Romain IV Diogène (r. 1068-1072), l'impératrice fut libérée de son serment par le patriarche Jean VIII Xiphilin. Considérant que la seule façon de mettre le trône à l'abri d'un coup d'État était d'épouser un militaire disposant d'une grande autorité et capable de s'imposer pour protéger à la fois ses fils, Michel, Andronic et Constance, et les frontières à nouveau menacées par les turcs Seldjoukides, Eudocie, qui ne craignait pas les défis, épousa ce même Romain le 1er janvier 1068 mais, se souvenant sans doute du précédent créé par Théodora, résolut de conduire elle-même les affaires de l'État,,. Les autres autorités de l'Empire, notamment le patriarche et le Sénat byzantin, ne s'opposèrent pas à la rupture du serment. Conformément à la tradition politique byzantine, c'était le bien public qui devrait prévaloir sur les droits dynastiques que voulaient protéger Constantin par ce serment. Plus encore, la perception d'une jalousie du défunt empereur derrière ce serment termina de les convaincre que sa validité était contestable.
Quant à Constantin X, il fut inhumé au monastère Saint-Nicolas un peu en dehors de la Porte d'Or de Constantinople.

## Généalogie des Doukas
|                                           |                                           |                                           |                                           |                                           |                                           |                                       |                                       |                                       |                                       |                                |                                |                                        |                                  |                                  |                                  | Andronic Doukas tourm. Armén. (792)        |                                            |                                            |                                            |                                            |                                            |                                   |                                   |                                                |                                                |                                                |                                                |                                                |                                                |                      |                      |                                   |                                   |                                   |                                   |                                   |                                   |  |  |  |  |  |  |  |  |  |  |  |  |  |  |  |  |  |  |  |  |  |  |  |  |  |  |  |  |  |  |  |  |
|                                           |                                           |                                           |                                           |                                           |                                           |                                       |                                       |                                       |                                       |                                |                                |                                        |                                  |                                  |                                  |                                            |                                            |                                            |                                            |                                            |                                            |                                   |                                   |                                                |                                                |                                                |                                                |                                                |                                                |                      |                      |                                   |                                   |                                   |                                   |                                   |                                   |  |  |  |  |  |  |  |  |  |  |  |  |  |  |  |  |  |  |  |  |  |  |  |  |  |  |  |  |  |  |  |  |
|                                           |                                           |                                           |                                           |                                           |                                           |                                       |                                       | Théophile empereur (813 † 842)        | Théophile empereur (813 † 842)        | Théophile empereur (813 † 842) | Théophile empereur (813 † 842) | Théophile empereur (813 † 842)         | Théophile empereur (813 † 842)   |                                  |                                  | N Doukas                                   | N Doukas                                   | N Doukas                                   | N Doukas                                   | N Doukas                                   | N Doukas                                   |                                   |                                   |                                                |                                                |                                                |                                                |                                                |                                                |                      |                      |                                   |                                   |                                   |                                   |                                   |                                   |  |  |  |  |  |  |  |  |  |  |  |  |  |  |  |  |  |  |  |  |  |  |  |  |  |  |  |  |  |  |  |  |
|                                           |                                           |                                           |                                           |                                           |                                           |                                       |                                       | Théophile empereur (813 † 842)        | Théophile empereur (813 † 842)        | Théophile empereur (813 † 842) | Théophile empereur (813 † 842) | Théophile empereur (813 † 842)         | Théophile empereur (813 † 842)   |                                  |                                  | N Doukas                                   | N Doukas                                   | N Doukas                                   | N Doukas                                   | N Doukas                                   | N Doukas                                   |                                   |                                   |                                                |                                                |                                                |                                                |                                                |                                                |                      |                      |                                   |                                   |                                   |                                   |                                   |                                   |  |  |  |  |  |  |  |  |  |  |  |  |  |  |  |  |  |  |  |  |  |  |  |  |  |  |  |  |  |  |  |  |
| Alexis Mousélé magistros, césar (836-838) | Alexis Mousélé magistros, césar (836-838) | Alexis Mousélé magistros, césar (836-838) | Alexis Mousélé magistros, césar (836-838) | Alexis Mousélé magistros, césar (836-838) | Alexis Mousélé magistros, césar (836-838) |                                       |                                       | Maria († 838)                         | Maria († 838)                         | Maria († 838)                  | Maria († 838)                  | Maria († 838)                          | Maria († 838)                    |                                  |                                  | Andronic Doukas Général (855)              | Andronic Doukas Général (855)              | Andronic Doukas Général (855)              | Andronic Doukas Général (855)              | Andronic Doukas Général (855)              | Andronic Doukas Général (855)              |                                   |                                   |                                                |                                                |                                                |                                                |                                                |                                                |                      |                      |                                   |                                   |                                   |                                   |                                   |                                   |  |  |  |  |  |  |  |  |  |  |  |  |  |  |  |  |  |  |  |  |  |  |  |  |  |  |  |  |  |  |  |  |
| Alexis Mousélé magistros, césar (836-838) | Alexis Mousélé magistros, césar (836-838) | Alexis Mousélé magistros, césar (836-838) | Alexis Mousélé magistros, césar (836-838) | Alexis Mousélé magistros, césar (836-838) | Alexis Mousélé magistros, césar (836-838) |                                       |                                       | Maria († 838)                         | Maria († 838)                         | Maria († 838)                  | Maria († 838)                  | Maria († 838)                          | Maria († 838)                    |                                  |                                  | Andronic Doukas Général (855)              | Andronic Doukas Général (855)              | Andronic Doukas Général (855)              | Andronic Doukas Général (855)              | Andronic Doukas Général (855)              | Andronic Doukas Général (855)              |                                   |                                   |                                                |                                                |                                                |                                                |                                                |                                                |                      |                      |                                   |                                   |                                   |                                   |                                   |                                   |  |  |  |  |  |  |  |  |  |  |  |  |  |  |  |  |  |  |  |  |  |  |  |  |  |  |  |  |  |  |  |  |
|                                           |                                           |                                           |                                           |                                           |                                           |                                       |                                       |                                       |                                       |                                |                                |                                        |                                  |                                  |                                  |                                            |                                            |                                            |                                            |                                            |                                            |                                   |                                   |                                                |                                                |                                                |                                                |                                                |                                                |                      |                      |                                   |                                   |                                   |                                   |                                   |                                   |  |  |  |  |  |  |  |  |  |  |  |  |  |  |  |  |  |  |  |  |  |  |  |  |  |  |  |  |  |  |  |  |
|                                           |                                           |                                           |                                           | Maria (ca.838 † 855) "fille de césar"     | Maria (ca.838 † 855) "fille de césar"     | Maria (ca.838 † 855) "fille de césar" | Maria (ca.838 † 855) "fille de césar" | Maria (ca.838 † 855) "fille de césar" | Maria (ca.838 † 855) "fille de césar" |                                |                                |                                        |                                  |                                  |                                  | N Doukas                                   | N Doukas                                   | N Doukas                                   | N Doukas                                   | N Doukas                                   | N Doukas                                   |                                   |                                   |                                                |                                                |                                                |                                                |                                                |                                                |                      |                      |                                   |                                   |                                   |                                   |                                   |                                   |  |  |  |  |  |  |  |  |  |  |  |  |  |  |  |  |  |  |  |  |  |  |  |  |  |  |  |  |  |  |  |  |
|                                           |                                           |                                           |                                           | Maria (ca.838 † 855) "fille de césar"     | Maria (ca.838 † 855) "fille de césar"     | Maria (ca.838 † 855) "fille de césar" | Maria (ca.838 † 855) "fille de césar" | Maria (ca.838 † 855) "fille de césar" | Maria (ca.838 † 855) "fille de césar" |                                |                                |                                        |                                  |                                  |                                  | N Doukas                                   | N Doukas                                   | N Doukas                                   | N Doukas                                   | N Doukas                                   | N Doukas                                   |                                   |                                   |                                                |                                                |                                                |                                                |                                                |                                                |                      |                      |                                   |                                   |                                   |                                   |                                   |                                   |  |  |  |  |  |  |  |  |  |  |  |  |  |  |  |  |  |  |  |  |  |  |  |  |  |  |  |  |  |  |  |  |
|                                           |                                           |                                           |                                           |                                           |                                           |                                       |                                       |                                       |                                       |                                |                                |                                        |                                  |                                  |                                  |                                            |                                            |                                            |                                            |                                            |                                            |                                   |                                   |                                                |                                                |                                                |                                                |                                                |                                                |                      |                      |                                   |                                   |                                   |                                   |                                   |                                   |  |  |  |  |  |  |  |  |  |  |  |  |  |  |  |  |  |  |  |  |  |  |  |  |  |  |  |  |  |  |  |  |
|                                           |                                           |                                           |                                           |                                           |                                           |                                       |                                       |                                       |                                       |                                |                                | Andronic Doukas dom. des scholes (903) |                                  |                                  |                                  |                                            |                                            |                                            |                                            |                                            |                                            |                                   |                                   |                                                |                                                |                                                |                                                |                                                |                                                |                      |                      |                                   |                                   |                                   |                                   |                                   |                                   |  |  |  |  |  |  |  |  |  |  |  |  |  |  |  |  |  |  |  |  |  |  |  |  |  |  |  |  |  |  |  |  |
|                                           |                                           |                                           |                                           |                                           |                                           |                                       |                                       |                                       |                                       |                                |                                |                                        |                                  |                                  |                                  |                                            |                                            |                                            |                                            |                                            |                                            |                                   |                                   |                                                |                                                |                                                |                                                |                                                |                                                |                      |                      |                                   |                                   |                                   |                                   |                                   |                                   |  |  |  |  |  |  |  |  |  |  |  |  |  |  |  |  |  |  |  |  |  |  |  |  |  |  |  |  |  |  |  |  |
|                                           |                                           |                                           |                                           |                                           |                                           |                                       |                                       |                                       |                                       |                                |                                |                                        |                                  |                                  |                                  |                                            |                                            |                                            |                                            |                                            |                                            |                                   |                                   |                                                |                                                |                                                |                                                |                                                |                                                |                      |                      |                                   |                                   |                                   |                                   |                                   |                                   |  |  |  |  |  |  |  |  |  |  |  |  |  |  |  |  |  |  |  |  |  |  |  |  |  |  |  |  |  |  |  |  |
| N Doukas                                  | N Doukas                                  | N Doukas                                  | N Doukas                                  | N Doukas                                  | N Doukas                                  |                                       |                                       |                                       |                                       |                                |                                |                                        |                                  |                                  |                                  | Constantin Doukas dom. des scholes († 913) | Constantin Doukas dom. des scholes († 913) | Constantin Doukas dom. des scholes († 913) | Constantin Doukas dom. des scholes († 913) | Constantin Doukas dom. des scholes († 913) | Constantin Doukas dom. des scholes († 913) |                                   |                                   |                                                |                                                |                                                |                                                |                                                |                                                |                      |                      |                                   |                                   |                                   |                                   |                                   |                                   |  |  |  |  |  |  |  |  |  |  |  |  |  |  |  |  |  |  |  |  |  |  |  |  |  |  |  |  |  |  |  |  |
| N Doukas                                  | N Doukas                                  | N Doukas                                  | N Doukas                                  | N Doukas                                  | N Doukas                                  |                                       |                                       |                                       |                                       |                                |                                |                                        |                                  |                                  |                                  | Constantin Doukas dom. des scholes († 913) | Constantin Doukas dom. des scholes († 913) | Constantin Doukas dom. des scholes († 913) | Constantin Doukas dom. des scholes († 913) | Constantin Doukas dom. des scholes († 913) | Constantin Doukas dom. des scholes († 913) |                                   |                                   |                                                |                                                |                                                |                                                |                                                |                                                |                      |                      |                                   |                                   |                                   |                                   |                                   |                                   |  |  |  |  |  |  |  |  |  |  |  |  |  |  |  |  |  |  |  |  |  |  |  |  |  |  |  |  |  |  |  |  |
|                                           |                                           |                                           |                                           |                                           |                                           |                                       |                                       |                                       |                                       |                                |                                |                                        |                                  |                                  |                                  |                                            |                                            |                                            |                                            |                                            |                                            |                                   |                                   |                                                |                                                |                                                |                                                |                                                |                                                |                      |                      |                                   |                                   |                                   |                                   |                                   |                                   |  |  |  |  |  |  |  |  |  |  |  |  |  |  |  |  |  |  |  |  |  |  |  |  |  |  |  |  |  |  |  |  |
| Michael Doukas                            | Michael Doukas                            | Michael Doukas                            | Michael Doukas                            | Michael Doukas                            | Michael Doukas                            |                                       |                                       | Gregoras Doukas                       | Gregoras Doukas                       | Gregoras Doukas                | Gregoras Doukas                | Gregoras Doukas                        | Gregoras Doukas                  |                                  |                                  | Étienne Doukas                             | Étienne Doukas                             | Étienne Doukas                             | Étienne Doukas                             | Étienne Doukas                             | Étienne Doukas                             |                                   |                                   | Ne Doukas                                      | Ne Doukas                                      | Ne Doukas                                      | Ne Doukas                                      | Ne Doukas                                      | Ne Doukas                                      |                      |                      | Jean Lydos                        | Jean Lydos                        | Jean Lydos                        | Jean Lydos                        | Jean Lydos                        | Jean Lydos                        |  |  |  |  |  |  |  |  |  |  |  |  |  |  |  |  |  |  |  |  |  |  |  |  |  |  |  |  |  |  |  |  |
| Michael Doukas                            | Michael Doukas                            | Michael Doukas                            | Michael Doukas                            | Michael Doukas                            | Michael Doukas                            |                                       |                                       | Gregoras Doukas                       | Gregoras Doukas                       | Gregoras Doukas                | Gregoras Doukas                | Gregoras Doukas                        | Gregoras Doukas                  |                                  |                                  | Étienne Doukas                             | Étienne Doukas                             | Étienne Doukas                             | Étienne Doukas                             | Étienne Doukas                             | Étienne Doukas                             |                                   |                                   | Ne Doukas                                      | Ne Doukas                                      | Ne Doukas                                      | Ne Doukas                                      | Ne Doukas                                      | Ne Doukas                                      |                      |                      | Jean Lydos                        | Jean Lydos                        | Jean Lydos                        | Jean Lydos                        | Jean Lydos                        | Jean Lydos                        |  |  |  |  |  |  |  |  |  |  |  |  |  |  |  |  |  |  |  |  |  |  |  |  |  |  |  |  |  |  |  |  |
|                                           |                                           |                                           |                                           |                                           |                                           |                                       |                                       |                                       |                                       |                                |                                |                                        |                                  |                                  |                                  |                                            |                                            |                                            |                                            |                                            |                                            |                                   |                                   |                                                |                                                |                                                |                                                |                                                |                                                |                      |                      |                                   |                                   |                                   |                                   |                                   |                                   |  |  |  |  |  |  |  |  |  |  |  |  |  |  |  |  |  |  |  |  |  |  |  |  |  |  |  |  |  |  |  |  |
|                                           |                                           |                                           |                                           |                                           |                                           |                                       |                                       |                                       |                                       |                                |                                |                                        |                                  |                                  |                                  |                                            |                                            |                                            |                                            |                                            |                                            |                                   |                                   |                                                |                                                |                                                |                                                | Andronic Doukas Lydos général (976)            |                                                |                      |                      |                                   |                                   |                                   |                                   |                                   |                                   |  |  |  |  |  |  |  |  |  |  |  |  |  |  |  |  |  |  |  |  |  |  |  |  |  |  |  |  |  |  |  |  |
|                                           |                                           |                                           |                                           |                                           |                                           |                                       |                                       |                                       |                                       |                                |                                |                                        |                                  |                                  |                                  |                                            |                                            |                                            |                                            |                                            |                                            |                                   |                                   |                                                |                                                |                                                |                                                |                                                |                                                |                      |                      |                                   |                                   |                                   |                                   |                                   |                                   |  |  |  |  |  |  |  |  |  |  |  |  |  |  |  |  |  |  |  |  |  |  |  |  |  |  |  |  |  |  |  |  |
|                                           |                                           |                                           |                                           |                                           |                                           |                                       |                                       |                                       |                                       |                                |                                |                                        |                                  |                                  |                                  |                                            |                                            |                                            |                                            |                                            |                                            |                                   |                                   |                                                |                                                |                                                |                                                |                                                |                                                |                      |                      |                                   |                                   |                                   |                                   |                                   |                                   |  |  |  |  |  |  |  |  |  |  |  |  |  |  |  |  |  |  |  |  |  |  |  |  |  |  |  |  |  |  |  |  |
|                                           |                                           |                                           |                                           |                                           |                                           |                                       |                                       |                                       |                                       |                                |                                |                                        |                                  |                                  |                                  |                                            |                                            |                                            |                                            |                                            |                                            |                                   |                                   | Christophe Doukas général (976)                | Christophe Doukas général (976)                | Christophe Doukas général (976)                | Christophe Doukas général (976)                | Christophe Doukas général (976)                | Christophe Doukas général (976)                |                      |                      | Bardas Doukas général (976-1016)  | Bardas Doukas général (976-1016)  | Bardas Doukas général (976-1016)  | Bardas Doukas général (976-1016)  | Bardas Doukas général (976-1016)  | Bardas Doukas général (976-1016)  |  |  |  |  |  |  |  |  |  |  |  |  |  |  |  |  |  |  |  |  |  |  |  |  |  |  |  |  |  |  |  |  |
|                                           |                                           |                                           |                                           |                                           |                                           |                                       |                                       |                                       |                                       |                                |                                |                                        |                                  |                                  |                                  |                                            |                                            |                                            |                                            |                                            |                                            |                                   |                                   | Christophe Doukas général (976)                | Christophe Doukas général (976)                | Christophe Doukas général (976)                | Christophe Doukas général (976)                | Christophe Doukas général (976)                | Christophe Doukas général (976)                |                      |                      | Bardas Doukas général (976-1016)  | Bardas Doukas général (976-1016)  | Bardas Doukas général (976-1016)  | Bardas Doukas général (976-1016)  | Bardas Doukas général (976-1016)  | Bardas Doukas général (976-1016)  |  |  |  |  |  |  |  |  |  |  |  |  |  |  |  |  |  |  |  |  |  |  |  |  |  |  |  |  |  |  |  |  |
|                                           |                                           |                                           |                                           |                                           |                                           |                                       |                                       |                                       |                                       |                                |                                |                                        |                                  |                                  |                                  |                                            |                                            |                                            |                                            |                                            |                                            |                                   |                                   |                                                |                                                |                                                |                                                |                                                |                                                |                      |                      |                                   |                                   |                                   |                                   |                                   |                                   |  |  |  |  |  |  |  |  |  |  |  |  |  |  |  |  |  |  |  |  |  |  |  |  |  |  |  |  |  |  |  |  |
|                                           |                                           |                                           |                                           |                                           |                                           |                                       |                                       |                                       |                                       |                                |                                |                                        |                                  |                                  |                                  |                                            |                                            |                                            |                                            |                                            |                                            |                                   |                                   |                                                |                                                |                                                |                                                | Andronic Doukas stratège (c.1010)              |                                                |                      |                      |                                   |                                   |                                   |                                   |                                   |                                   |  |  |  |  |  |  |  |  |  |  |  |  |  |  |  |  |  |  |  |  |  |  |  |  |  |  |  |  |  |  |  |  |
|                                           |                                           |                                           |                                           |                                           |                                           |                                       |                                       |                                       |                                       |                                |                                |                                        |                                  |                                  |                                  |                                            |                                            |                                            |                                            |                                            |                                            |                                   |                                   |                                                |                                                |                                                |                                                |                                                |                                                |                      |                      |                                   |                                   |                                   |                                   |                                   |                                   |  |  |  |  |  |  |  |  |  |  |  |  |  |  |  |  |  |  |  |  |  |  |  |  |  |  |  |  |  |  |  |  |
|                                           |                                           |                                           |                                           |                                           |                                           |                                       |                                       |                                       |                                       |                                |                                |                                        |                                  |                                  |                                  |                                            |                                            |                                            |                                            |                                            |                                            |                                   |                                   |                                                |                                                |                                                |                                                |                                                |                                                |                      |                      |                                   |                                   |                                   |                                   |                                   |                                   |  |  |  |  |  |  |  |  |  |  |  |  |  |  |  |  |  |  |  |  |  |  |  |  |  |  |  |  |  |  |  |  |
|                                           |                                           |                                           |                                           |                                           |                                           |                                       |                                       | Constantin X empereur († 1067)        | Constantin X empereur († 1067)        | Constantin X empereur († 1067) | Constantin X empereur († 1067) | Constantin X empereur († 1067)         | Constantin X empereur († 1067)   |                                  |                                  |                                            |                                            |                                            |                                            |                                            |                                            |                                   |                                   |                                                |                                                |                                                |                                                | Jean Doukas († 1088)                           | Jean Doukas († 1088)                           | Jean Doukas († 1088) | Jean Doukas († 1088) | Jean Doukas († 1088)              | Jean Doukas († 1088)              |                                   |                                   |                                   |                                   |  |  |  |  |  |  |  |  |  |  |  |  |  |  |  |  |  |  |  |  |  |  |  |  |  |  |  |  |  |  |  |  |
|                                           |                                           |                                           |                                           |                                           |                                           |                                       |                                       | Constantin X empereur († 1067)        | Constantin X empereur († 1067)        | Constantin X empereur († 1067) | Constantin X empereur († 1067) | Constantin X empereur († 1067)         | Constantin X empereur († 1067)   |                                  |                                  |                                            |                                            |                                            |                                            |                                            |                                            |                                   |                                   |                                                |                                                |                                                |                                                | Jean Doukas († 1088)                           | Jean Doukas († 1088)                           | Jean Doukas († 1088) | Jean Doukas († 1088) | Jean Doukas († 1088)              | Jean Doukas († 1088)              |                                   |                                   |                                   |                                   |  |  |  |  |  |  |  |  |  |  |  |  |  |  |  |  |  |  |  |  |  |  |  |  |  |  |  |  |  |  |  |  |
|                                           |                                           |                                           |                                           |                                           |                                           |                                       |                                       |                                       |                                       |                                |                                |                                        |                                  |                                  |                                  |                                            |                                            |                                            |                                            |                                            |                                            |                                   |                                   |                                                |                                                |                                                |                                                |                                                |                                                |                      |                      |                                   |                                   |                                   |                                   |                                   |                                   |  |  |  |  |  |  |  |  |  |  |  |  |  |  |  |  |  |  |  |  |  |  |  |  |  |  |  |  |  |  |  |  |
| Michel VII Doukas empereur († 1090)       | Michel VII Doukas empereur († 1090)       | Michel VII Doukas empereur († 1090)       | Michel VII Doukas empereur († 1090)       | Michel VII Doukas empereur († 1090)       | Michel VII Doukas empereur († 1090)       |                                       |                                       | Andronic Doukas césar                 | Andronic Doukas césar                 | Andronic Doukas césar          | Andronic Doukas césar          | Andronic Doukas césar                  | Andronic Doukas césar            |                                  |                                  | Constance Doukas césar († 1081)            | Constance Doukas césar († 1081)            | Constance Doukas césar († 1081)            | Constance Doukas césar († 1081)            | Constance Doukas césar († 1081)            | Constance Doukas césar († 1081)            |                                   |                                   | Andronic Doukas dom. des scholes amiral (1073) | Andronic Doukas dom. des scholes amiral (1073) | Andronic Doukas dom. des scholes amiral (1073) | Andronic Doukas dom. des scholes amiral (1073) | Andronic Doukas dom. des scholes amiral (1073) | Andronic Doukas dom. des scholes amiral (1073) |                      |                      | Constantin                        | Constantin                        | Constantin                        | Constantin                        | Constantin                        | Constantin                        |  |  |  |  |  |  |  |  |  |  |  |  |  |  |  |  |  |  |  |  |  |  |  |  |  |  |  |  |  |  |  |  |
| Michel VII Doukas empereur († 1090)       | Michel VII Doukas empereur († 1090)       | Michel VII Doukas empereur († 1090)       | Michel VII Doukas empereur († 1090)       | Michel VII Doukas empereur († 1090)       | Michel VII Doukas empereur († 1090)       |                                       |                                       | Andronic Doukas césar                 | Andronic Doukas césar                 | Andronic Doukas césar          | Andronic Doukas césar          | Andronic Doukas césar                  | Andronic Doukas césar            |                                  |                                  | Constance Doukas césar († 1081)            | Constance Doukas césar († 1081)            | Constance Doukas césar († 1081)            | Constance Doukas césar († 1081)            | Constance Doukas césar († 1081)            | Constance Doukas césar († 1081)            |                                   |                                   | Andronic Doukas dom. des scholes amiral (1073) | Andronic Doukas dom. des scholes amiral (1073) | Andronic Doukas dom. des scholes amiral (1073) | Andronic Doukas dom. des scholes amiral (1073) | Andronic Doukas dom. des scholes amiral (1073) | Andronic Doukas dom. des scholes amiral (1073) |                      |                      | Constantin                        | Constantin                        | Constantin                        | Constantin                        | Constantin                        | Constantin                        |  |  |  |  |  |  |  |  |  |  |  |  |  |  |  |  |  |  |  |  |  |  |  |  |  |  |  |  |  |  |  |  |
|                                           |                                           |                                           |                                           |                                           |                                           |                                       |                                       |                                       |                                       |                                |                                |                                        |                                  |                                  |                                  |                                            |                                            |                                            |                                            |                                            |                                            |                                   |                                   |                                                |                                                |                                                |                                                |                                                |                                                |                      |                      |                                   |                                   |                                   |                                   |                                   |                                   |  |  |  |  |  |  |  |  |  |  |  |  |  |  |  |  |  |  |  |  |  |  |  |  |  |  |  |  |  |  |  |  |
| Constantin Doukas († 1087)                | Constantin Doukas († 1087)                | Constantin Doukas († 1087)                | Constantin Doukas († 1087)                | Constantin Doukas († 1087)                | Constantin Doukas († 1087)                |                                       |                                       |                                       |                                       |                                |                                |                                        |                                  |                                  |                                  | Michel Doukas († 1108-18)                  | Michel Doukas († 1108-18)                  | Michel Doukas († 1108-18)                  | Michel Doukas († 1108-18)                  | Michel Doukas († 1108-18)                  | Michel Doukas († 1108-18)                  |                                   |                                   | Jean Doukas mégaduc (1064 † <1137)             | Jean Doukas mégaduc (1064 † <1137)             | Jean Doukas mégaduc (1064 † <1137)             | Jean Doukas mégaduc (1064 † <1137)             | Jean Doukas mégaduc (1064 † <1137)             | Jean Doukas mégaduc (1064 † <1137)             |                      |                      | Irène Doukas x Alexis Ier Comnène | Irène Doukas x Alexis Ier Comnène | Irène Doukas x Alexis Ier Comnène | Irène Doukas x Alexis Ier Comnène | Irène Doukas x Alexis Ier Comnène | Irène Doukas x Alexis Ier Comnène |  |  |  |  |  |  |  |  |  |  |  |  |  |  |  |  |  |  |  |  |  |  |  |  |  |  |  |  |  |  |  |  |
| Constantin Doukas († 1087)                | Constantin Doukas († 1087)                | Constantin Doukas († 1087)                | Constantin Doukas († 1087)                | Constantin Doukas († 1087)                | Constantin Doukas († 1087)                |                                       |                                       |                                       |                                       |                                |                                |                                        |                                  |                                  |                                  | Michel Doukas († 1108-18)                  | Michel Doukas († 1108-18)                  | Michel Doukas († 1108-18)                  | Michel Doukas († 1108-18)                  | Michel Doukas († 1108-18)                  | Michel Doukas († 1108-18)                  |                                   |                                   | Jean Doukas mégaduc (1064 † <1137)             | Jean Doukas mégaduc (1064 † <1137)             | Jean Doukas mégaduc (1064 † <1137)             | Jean Doukas mégaduc (1064 † <1137)             | Jean Doukas mégaduc (1064 † <1137)             | Jean Doukas mégaduc (1064 † <1137)             |                      |                      | Irène Doukas x Alexis Ier Comnène | Irène Doukas x Alexis Ier Comnène | Irène Doukas x Alexis Ier Comnène | Irène Doukas x Alexis Ier Comnène | Irène Doukas x Alexis Ier Comnène | Irène Doukas x Alexis Ier Comnène |  |  |  |  |  |  |  |  |  |  |  |  |  |  |  |  |  |  |  |  |  |  |  |  |  |  |  |  |  |  |  |  |
|                                           |                                           |                                           |                                           |                                           |                                           |                                       |                                       |                                       |                                       |                                |                                |                                        |                                  |                                  |                                  |                                            |                                            |                                            |                                            |                                            |                                            |                                   |                                   |                                                |                                                |                                                |                                                |                                                |                                                |                      |                      |                                   |                                   |                                   |                                   |                                   |                                   |  |  |  |  |  |  |  |  |  |  |  |  |  |  |  |  |  |  |  |  |  |  |  |  |  |  |  |  |  |  |  |  |
|                                           |                                           |                                           |                                           |                                           |                                           |                                       |                                       |                                       |                                       |                                |                                | Constantin Doukas sébaste (1118)       | Constantin Doukas sébaste (1118) | Constantin Doukas sébaste (1118) | Constantin Doukas sébaste (1118) | Constantin Doukas sébaste (1118)           | Constantin Doukas sébaste (1118)           |                                            |                                            | Théodore Doukas prosébaste (1125)          | Théodore Doukas prosébaste (1125)          | Théodore Doukas prosébaste (1125) | Théodore Doukas prosébaste (1125) | Théodore Doukas prosébaste (1125)              | Théodore Doukas prosébaste (1125)              |                                                |                                                |                                                |                                                |                      |                      |                                   |                                   |                                   |                                   |                                   |                                   |  |  |  |  |  |  |  |  |  |  |  |  |  |  |  |  |  |  |  |  |  |  |  |  |  |  |  |  |  |  |  |  |

### Sources primaires
- (en) Robert Bedrosian, Chronicle of Michael the Great, Patriarch of the Syrians, Long Branch, N.J.: Sources of the Armenian Tradition, 2013
- (en) Robert Bedrosian, The Chronicle of Matthew of Edessa, Long Branch, N.J.: Sources of the Armenian Tradition, 2017
- (en) Nicéphore Bryenne (trad. Henri Grégoire), « Materials for a History », Byzantion, nos 23 et 25-27,‎ 1953 et 1955-57, p. 469-530 et 881-925.
- Anne Comnène (trad. Bernard Leib), L'Alexiade, Paris, Les Belles lettres, 2006 (ISBN 978-2-251-32219-3)
- (en) Anthony Kaldellis et Dimitris Krallis, History (Michael Attaleiates), Washington D.C., Harvard University Press, 2012 (ISBN 978-0674057999).
- Michel Psellos, Chronographie, Paris, Les Belles Lettres, 1967
- (en) John Wortley, John Skylitzes: A Synopsis of Byzantine History, 811–1057, Cambridge University Press, 2010 (ISBN 978-0521767057).

### Sources secondaires
- (en) Michael Angold, The Byzantine Empire, 1025-1204, Longman, 1997 (ISBN 978-0582294684).
- (en) Michael Angold, The Byzantine Empire, 1025-1204, Longman, 1997 (ISBN 978-0582294684).
- Louis Bréhier, Vie et mort de Byzance, Paris, Albin Michel, coll. « L'évolution de l'humanité », 2006, 632 p. (ISBN 2-226-17102-9).
- (fr) Cheynet, Jean-Claude, Pouvoir et Contestations à Byzance (963-1210), Paris, 1996, Publications de la Sorbonne, (ISBN 978-2-85944-168-5).
- Jean-Claude Cheynet (dir.), Le Monde byzantin, tome II : L'Empire byzantin (641-1204), PUF, coll. « Nouvelle Clio », 2007.
- (en) Anthony Kaldellis, Streams of Gold, Rivers of Blood: the Rise and Fall of Byzantium, 955 A.D. to the First Crusade, New York, Oxford University Press, 2017 (ISBN 978-0190253226).
- (en) Alexander Kazhdan (dir.), Oxford Dictionary of Byzantium, New York et Oxford, Oxford University Press, 1991, 1re éd., 3 tom. (ISBN 978-0-19-504652-6 et 0-19-504652-8, LCCN 90023208)
- (en) Kazhdan, Alexander P.  & Ann Wharton Epstein, Change in Byzantine Culture in the Eleventh and Twelfth Centuries, University of California Press, 1985, (ISBN 0-520-05129-7).
- (en) Norwich, John Julius, Byzantium, The Apogee, New York, Alfred A. Knopf, 1994, (ISBN 978-0-394-53779-5).
- (fr) Oikonomides, N., « Le serment de l'Impératrice Eudocie : un épisode de l’histoire dynastique de Byzance » (dans) Revue des Études Byzantines, 21, 1963, pp. 73-97.
- Georges Ostrogorsky (trad. J. Gouillard), Histoire de l'État byzantin, Paris, Payot, 1996, 647 p. (ISBN 9782228902069).
- (fr) Patlagean, Évelyne, Un Moyen Âge Grec : Byzance, IXe – XVe siècle, Paris, Albin Michel, 2007, (ISBN 978-2-226-17110-8).
- (en) Demetrios Polemis, The Doukai: A Contribution to Byzantine Prosopography, Athlone Press, 1968 (ISBN 978-0-48-513122-2)
- (de) Savvides, Alexios G.,  & Benjamin Hendrickx, (ed.), Encyclopaedic Prosopographical Lexicon of Byzantine History and Civilization, Vol. 2 : Baanes-Eznik of Kolb. Brepols Publishers, Turnhout 2008, (ISBN 978-2-503-52377-4), pp. 254-255.
- (de) Schreiner, Peter, Konstantin X Dukas, (dans) Lexikon des Mittelalters (LexMA), vol. 5, Artemis & Winkler, München / Zürich 1991, (ISBN 3-7608-8905-0), art. 1378.
- (en) Sewter, Edgar Robert Ashton, ed., The Chronographia of Michael Psellus, New Haven (Connecticut), Yale University Press, 1953, OCLC 427306.
- (fr) Stanescu, E., « Les réformes d'Isaac Comnène » (dans) Revue des Études sud-est européennes, 4, 1966, pp. 35-69.
- (en) Warren Treadgold, A History of the Byzantine State and Society, Stanford, Stanford University Press, 1997 (ISBN 978-0-8047-2630-6).
- (he) Varzos, Konstantinos, (Η Γενεαλογία των Κομνηνών) [The Genealogy of the Komnenoi], (PDF), A. Thessaloniki, Centre for Byzantine Studies, University of Thessaloniki, 1984, OCLC 834784634.
- (de) Wirth, Peter, Konstantin X Dukas. (dans) Biographisches Lexikon zur Geschichte Südosteuropas, Band 2, München 1976, p. 461 sq.